# Seleção Sueca de Voleibol Feminino
A Seleção Sueca de Voleibol Feminino é uma equipe europeia composta pelas melhores jogadoras de voleibol da Suécia. A equipe é mantida pela Federação Sueca de Voleibol (Svenska Volleybollförbundet). Encontra-se na 51ª posição do ranking mundial da FIVB segundo dados de 26 de maio de 2021.